# Mandejci
Mandejci (ili hrišćani svetog Jovana; Subba, Sabbehi, Mandaean) su narod semitskog jezičnog roda naseljen u Iranu (Khuzistan) osobito u gradu Hoveiseh i Iraku (Basra). Mandai su poznati i kao Subba (u jednini Subbi) a najpoznatiji su po svojoj religiji mandaizmu.

## Vera
Naziv mandaizam je nastao od reči: mandā - znanje. Manda (арап. مندى‎) je takođe mesto obožavanja za mandejce. Manda mora da bude izgrađena pored reke kako bi se izvršila masbattah jer voda je suštinski element u mandejskoj veri.
Yahya ibn Zakariyya, među hrišćanima poznat kao Jovan Krstitelj, u mandeizmu ima poseban status, viši nego u hrišćanstvu i islamu. Mandejci ukazuju Jahji najviše poštovanje smatrajući ga jednim od najvećih učitelja i jedinim istinskim mesijom (hristom), zbog čega su poznati kao hrišćani svetog Jovana. Oni ga, međutim, ne smatraju osnivačem svoje religije, koju prate nazad do Adama. Mandejci neke priznaju a neke odbacuju od starozavetnih proroka. Oni odbacuju Abrahama i Mojsija kao lažne proroke, a pravi proroci su im Adam, njegovi sinovi Hibil (Abel) i Šitil (Seth), i njegov unuk Anuš (Enos), kao i Nuh (Noa), njegov sin Sam (Sem) i njegov sin Ram (Aram). Za Jovana kažu da je došao u vreme Pilata, lečio bolesne, dao vid slepima, i podizao mrtve. Mandejci Isusa smatraju "lažnim mesijom" (mšiha kdaba) koji je izopačio učenje koje mu je poverio Jovan. Mandejci sebe smatraju nastavljačima Jovanovog učenja, a Reka Jordan je središnja tema njihovog učenja o krštenju.
Oko 1290, dominikanac iz Toskane, Ricoldo da Montecroce, bio je u Mesopotamiji, gde se susreo mandejce. Opisao ih je kao ljude koji preziru Abrahama, obožavaju Jovana, "žive samo u blizini reka u pustinji, i koji se peru danju i noću, da ne budu osuđeni od Boga."

## Jezik
Mandejski jezik (ima 3 dijalekta) pripada aramejskoj skupini semitskih jezika, ali danas dosta njih govori i drugim jezicima. U Huzistanu u Iranu govore persijski, u Iraku arapski. Nešto ih živi i u SAD-u i Australiji (300 u Sydneyju 1995) Ostali nazivi za njih su Nazorejci.

## Spoljašnje veze
- A language of Iran: Mandaic
- Gnostic John the Baptizer: Selections from the Mandæan John-Book
- The Genzā Rabbā (1925 German translation by Mark Lidzbarski) at the Internet Archive
- Mandaean scriptures: Qolastā and Haran Gawaitha texts and fragments (note that the book titled Ginza Rba is not the Ginza Rba but is instead Qolastā).